# Chrysispa viridicyanea
Chrysispa viridicyanea es un coleóptero de la familia Chrysomelidae.
Fue descrita científicamente en 1895 por Kraatz.